# Cochranella saxiscandens
Cochranella saxiscandens är en groddjursart som beskrevs av Duellman och Schulte 1993. Cochranella saxiscandens ingår i släktet Cochranella och familjen glasgrodor. Inga underarter finns listade i Catalogue of Life.